# УСТ (Ашаффенбург)
УСТ (Українське Спортове Товариство) — українське спортивне товариство з німецького міста Ашаффенбург.
Виникло 24 липня 1948 року після об'єднання двох ашаффенбурзьких товариств «Запоріжжя» та «Пролом». Отримало назву УСТ (Ашаффенбург).